# Ludwig Riess (Historiker)

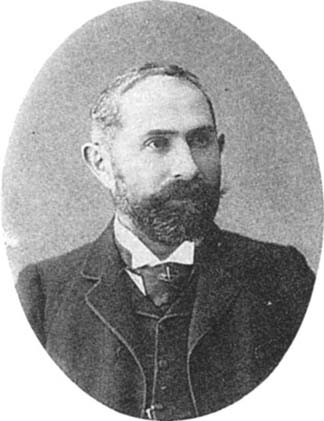
Ludwig Riess (um 1900)

Ludwig Riess (geboren 1. Dezember 1861 in Deutsch Krone; gestorben 27. Dezember 1928 in Springfield (Ohio)) war ein deutscher Historiker, Professor an der Universität in Tokyo – Japan. Er publizierte über Themen der japanischen Geschichte, der europäischen Geschichte und zu theoretischen Themen der Geschichtswissenschaft.

## Leben und Berufsausbildung
Ludwig Riess wurde in Deutsch-Krone, dem heutigen Wałcz in der Wojewodschaft West-Pommern geboren. Nach dem Besuch des Gymnasiums studierte er an der Friedrich-Wilhelms-Universität Berlin. Kurz nach dem Studienabschluss unternahm er eine Erkundungsreise nach England und Irland. Diese diente vor allem zur Vertiefung seines Forschungsthemas über die Wahlen im britischen Parlament in der Zeit des Mittelalters. Nach seiner Rückkehr 1884 reichte er seine Dissertationsschrift zur „Geschichte des Wahlrechts zum Englischen Parlament im Mittelalter“ an der Universität ein und erhielt daraufhin den Doktorgrad Dr. phil. Riess gilt als Schüler des Historikers Leopold von Ranke (1795–1886). Nach einer kurzzeitigen Lehrtätigkeit wurde er, auf der Grundlage eines Vertrages zwischen Deutschland und dem Ministerium für Erziehung der japanischen Regierung, als Wissenschaftler für einen Einsatz an der Universität in Tokyo ausgewählt.

## Wirken in Japan
Im Januar 1887 kam Ludwig Riess in Tokyo an und nahm am 4. Februar 1887 seine Tätigkeit als Professor im Fachbereich Geschichte an der Tokyoter Universität auf. Vor allem war es ihm hier zu verdanken, dass er in die japanische Geschichtswissenschaft die europäischen Methoden der historischen Methodologie und der Historiographie eingeführt hat. Seinen Studenten machte er dabei deutlich, dass der Historiker stets zu einem neutralen Standpunkt in seiner Wissenschaftsdisziplin verpflichtet ist. Zum gleichen Zeitpunkt gab er in Tokyo erste Veröffentlichungen zu bestimmten Themen der japanischen Geschichte heraus. So erschien 1888 sein Artikel „Der Aufstand von Shimabara“. Er wurde Ehrenmitglied der Deutschen Gesellschaft für Natur- und Völkerkunde Ostasiens (OAG) und arbeitete zeitweilig im Geschäftsbereich der Gesellschaft in Tokyo als Bibliothekar. Weitere Veröffentlichungen zu ausgewählten historischen Ereignissen aus der Geschichte Japans folgten, wie zu den Ursachen der Vertreibung der Portugiesen aus Japan, zur Geschichte der Insel Formosa sowie über einzelne Persönlichkeiten aus der japanischen Geschichte. Eine Schlüsselstellung nahm hier das 1922 veröffentlichte Buch über den „Fürst Ito“ ein. Auf Riess’ Vorschlag hin wurde, über die Universität Tokyo, die japanische Gesellschaft für Geschichte gegründet. Noch im Gründungsjahr erschienen erste Publikationen der neu gegründeten Gesellschaft, deren Zeitschrift später unter dem Namen „Geschichtliches-Forschungs-Magazin“ weitergeführt wurde. Kurz vor Ende der geplanten Ablaufzeit seines Aufenthaltes, die ursprünglich auf Februar 1890 festgelegt worden war, wurde zweimal der Lehrauftrag für ihn verlängert. Sein Nachfolger war dann der 1902 aus Deutschland zurückkehrende und hier ausgebildete japanische Historiker Mitsukuri Genpachi.
Im Jahr 1888 heiratete Ludwig Riess die Japanerin Otsuka Fuku. Aus der Ehe gingen ein Sohn und vier Töchter hervor.

## Wieder in Deutschland
Nach der Übergabe des Lehrauftrages in Tokyo kehrte Ludwig Riess 1902 wieder nach Deutschland zurück. Hier erhielt er einen Lehrauftrag an der Friedrich-Wilhelms-Universität in Berlin. Sein Interesse galt hier vor allem der Lehrtätigkeit, darüber hinaus arbeitete er an mehreren größeren und mehrbändigen Ausgaben zur deutschen Geschichte, vor allem zur Weiterführung der Arbeiten des Historikers Georg Weber (1808–1888), mit. Im Bereich der Forschung führte er Themen zur Theorie und Methodologie der Geschichtswissenschaften weiter, die er bereits in der Lehrarbeit in Tokyo verfolgt hatte. Er gab Veröffentlichungen über Haltungen und Leistungen ausgewählter historischer Persönlichkeiten heraus. Dazu gehörten vor allem Otto von Bismarck (1815–1898), Papst Paul IV. (1478–1559), König Wilhelm I. der Niederlande (1772–1843), sowie Gerhard von Scharnhorst (1755–1813). Nach wie vor beschäftigte ihn aber auch die Zeit seines fast 15-jährigen Aufenthaltes in Japan. Mehrere Bücher erschienen unter dem Titel „Allerlei aus Japan“, die in drei unterschiedlichen Aufmachungen und in einigen Zeitabständen ab 1905 herauskamen. Hierin bemühte er sich seinen Landsleuten in Deutschland die Kultur, das Leben und bestimmte Anschauungen sowie Verhaltensweisen, die er in Japan kennengelernt hatte, nahezubringen. Darüber hinaus wurde er zu Lehraufträgen und Veröffentlichungen an der Preußischen Kriegsakademie Berlin herangezogen. Dazu gehörte das Buch „Achtung! Kopf weg“, das er mit mehreren Wissenschaftlern im Auftrag des Kriegspresseamtes herausgab. Eine erneute Reise nach Japan unternahm Riess dann 1909, die ihn vor allem durch die in dieser kurzen Zeitspanne seit seiner Rückkehr nach Deutschland eingetretenen sozialen, wirtschaftlichen und politischen Veränderungen. Die Eindrücke dieser Reise legte er in dem 1914 erschienenen Buch „Die Entwicklung Japans“ dar.
Im Jahr 1926 nahm er einen Lehrauftrag als Austauschlehrer in die USA an. Hier unterrichtete er an mehreren Bildungseinrichtungen in Springfield im US-Staat Ohio.
Am 27. Dezember 1928 verstarb Ludwig Riess, nach heftigen allergischen Reaktionen – vermutlich infolge eines Insektenstiches – in Springfield/Ohio.

## Publikationen
- Geschichte des Wahlrechtes zum englischen Parlament im Mittelalter, Duncker & Humblot Verlag Berlin 1885
- Der Aufstand von Shimabara 1637–1639, OAG-Mitteilungen, Band V, Heft 45; S. 191ff; Jahrgang 1888–1892
- Notes on universae history (for private circulation onley), 1890
- Der Aufstand von Shimbara, 1891
- Geschichte der Insel Formosa; OAG-Mitteilungen, Band VI, Heft 59, S. 405ff.; Jahrgang 1893–1897
- Geschichte der Insel Formosa, 1897
- Die Ursache der Vertreibung der Portugieser aus Japan (1614–1633); OAG-Mitteilungen, Band VII. Theil I.; S. 1ff; Jahrgang 1898–1899
- Bismarcks Rückblick auf seine politische Laufbahn: seinen deutschen Landsleuten in Tokyo und seinen japanischen Hörern gewidmet, Scheischa Verlag Tokyo, 1899
- William Adams und sein Grab in Hemimura; OAG-Mitteilungen Band VIII, Theil 3, S. 239ff; Jahrgang 1899–1902
- Notes of a coures (!) of lectures on English Constitutional history, Tokyo, 1901
- Allerlei aus Japan, Teil 1 und Teil 2, H. Neelmeyer Verlag Berlin, 1905
- Allerlei aus Japan, Teil 1 und Teil 2, Expeditien der Deutschen Bücherei, 1908
- Die Politik Paul IV. und seiner Nepoten: eine weltgeschichtliche Krisis des 16. Jahrhunderts, Ebering Verlag Berlin, 1909
- Achtung! Kopf weg, Königlich Preußische Kriegsakademie Berlin, 1911
- Historik: Ein Organon geschichtlichen Denkens und Forschens (1), Göschen Verlag Berlin, 1912
- Die Weinsberger Weibertreue als wahre Begebenheit erweisen, Berlin 1912
- Psychologisches und unpsychologisches im neusprachlichen Reformunterricht: Der nunmehrige Standpunkt der neusprachigen Reformbewegung und dessen psychologisch-didaktische Begründung, Selbi Münch Verlag, 1912
- Eine noch unveröffentlichte Emser Depesche König Wilhelm I. vom 11. Juli 1870; 1913
- Scharnhorsts Werben um englische Unterstützung vom 4. März 1813; 1913
- Die Entwicklung Japans, 1914
- Japans wirtschaftliche und soziale Probleme und seine Expansionsbestrebungen. In: Handbuch der Politik, Berlin und Leipzig 1914
- Mitautor von: Georg Webers Weltgeschichte in zwei Bänden, Band 1.: Altertum und Mittelalter, Band 2.1.: Neuzeit; 1493–1789; Engelmann Verlag Leipzig 1918
- Mitautor von: Georg Webers Weltgeschichte in 16 Bänden; Band 1 – Die ägyptisch-mesopotanische Kulturgemeinschaft und die Herausbildung des Gegensatzes von Europa und Asien (um 494 vor Chr.) Engelmann Verlag Leipzig, 1919
- Mitautor von: Georg Webers Weltgeschichte in 16 Bänden; Band 3 – Umwandlung der römischen Republik in ein Kaisertum zur Verteidigung gegen die Germanen und Parther: Emporkommen des Christentums (133 v. Chr. – 326 n. Chr.); Engelmann Verlag Leipzig, 1921
- Genesis der neuzeitlichen Kulturentwicklung im Rahmen der Weltgeschichte, Berger Verlag Stuttgart, 1921
- Fürst Ito, 1922
- Das Zeitalter des Absolutismus und der Aufklärung: Weltgeschichte von 1648–1789, Oldenbourg Verlag München und Berlin, 1923
- Die Basis des modernen Europas. Weltgeschichte von 1648–1789, Oldenbourg Verlag München, 1923
- Englische Geschichte: hauptsächlich in neuster Zeit, Nauck & Jüngling Verlag Berlin, 1926
- Englisches Verfassungsbuch des 12. Und 13. Jahrhunderts, Morck & Weber Verlag Bonn, 1926
- Weltgeschichte in drei Bänden, Engelmann Verlag Leipzig, ohne Jahresangaben